# 九龍巴士14S線
九龍巴士14S線是香港一條來往油塘和將軍澳華人永遠墳場的節日特別巴士路線，祇在清明節及重陽節期間服務。但由於在清明節及重陽節當日，上山拜祭的人特別多，所以本線會在正日停止服務，讓上山的人可以行走墳場通道。

## 歷史
- 1991年3月，配合將軍澳華人永遠墳場啟用而投入服務，當時編號為14R。
- 1997年3月16日，改稱14S。
- 1999年3月，配合高超道邨重建工程，總站遷往油塘（鯉魚門道）（油塘邨巴士分站）。
- 2010年4月2日起，取消鯉魚門廣場及聖安當女書院落客站，改於高超道南行近鯉魚門道迴旋處的彎位落客，以加快行車速度。
- 2022年，受新型冠狀病毒肺炎疫情影響，2022年4月5日清明節期間首次不設服務。

## 服務時間及班次
| 油塘邨開                                   | 油塘邨開    | 油塘邨開     |
| 日期                                       | 服務時間    | 班次（分鐘） |
| ------------------------------------------ | ----------- | ------------ |
| 清明及重陽節期間 指定星期六、日 及公眾假期 | 07:00-17:25 | 6-12         |

- 註：

1. 班次會視乎需求而作適當調整
2. 本線祇於指定日子提供服務，詳情請留意運輸署及九巴的通告

## 車費
全程：$5.4
| - 本線設有12歲以下小童及65歲或以上長者半價優惠。 - 65歲或以上香港居民使用「樂悠咭」，以及12歲以下合資格殘疾兒童使用「殘疾人士身份」個人八達通繳付車資，均可享有每程$2.0或半價（以較低者為準）的票價優惠；12至64歲合資格殘疾人士使用「殘疾人士身份」個人八達通（包括「樂悠咭」），以及60至64歲香港居民使用「樂悠咭」繳付車資，均可享有每程$2.0或全費（以較低者為準）的票價優惠。 - 65歲或以上長者如使用長者或一般個人八達通繳付車資，則只可享有半價優惠；12至64歲合資格殘疾人士如不使用「殘疾人士身份」個人八達通，以及60至64歲人士如不使用「樂悠咭」繳付車資，必須繳付全費。 - 乘客可以現金或八達通於上車時付款，不設找續。 - 每位成人乘客可免費攜帶最多兩名4歲以下而不佔座位的兒童乘客乘車，超額之4歲以下小童必須繳付小童車費乘車。 - 持有「九巴月票」之乘客在車票有效期內，每日可享最多10程任何九龍巴士及龍運巴士路線（包括本路線，以及聯營路線的九龍巴士／龍運巴士提供的班次；惟乘搭機場「A」及「NA」線則可享原價二七折優惠（不會計算每天10次合資格車程））；而B1線則每日可享最多各2程（不會計算每天10次合資格車程）。 - 九龍巴士、城巴、龍運巴士及陽光巴士全職員工及家屬（不包括外判職員）可免費乘搭本路線，惟必須拍職員或職員家屬八達通。 - 乘客亦可透過多元化電子支付系統（e度嘟）繳付車資，包括使用非接觸式VISA卡、JCB卡、萬事達卡、銀聯卡、美國運通、大來國際、Discover Card、Apple Pay、Google Pay、Samsung Pay、AlipayHK「易乘碼」、支付寶、WeChatHK／微信支付「搭車碼」、銀聯雲閃付「乘車碼」及BOC Pay「乘車碼」。乘客使用此付款方式，使用此支付方式的乘客可享有中途下車之分段收費，以及與其他九巴／龍運獨營路線或聯營線九巴／龍運班次之轉乘優惠，惟不適用於與非九巴／龍運路線之轉乘優惠，亦不能享有「公共交通費用補貼計劃」及「長者及合資格殘疾人士公共交通票價優惠計劃」。 |

### 八達通轉乘優惠
乘客登上本線後以同一張八達通轉乘以下路線，或從以下路線登車後以同一張八達通轉乘本線，次程可獲車資折扣優惠：
14S ←→ 14、14B、14H、14X、33B、62X、88X、214、216M、259D、603、613，次程可獲$1折扣優惠
- 14S往油塘 → 14/X往尖沙咀、33B往荃灣、62X/259D往屯門、88X往火炭、214往長沙灣、14B/14H/216M往觀塘／順利／藍田、603/613往港島
- 14/X、14B、14H、33B、62X、88X、214、216M、259D、603或613往油塘 → 14S往將軍澳華人永遠墳場

## 使用車輛
由於受到將軍澳華人永遠墳場通道的路面限制，本線使用九巴全數「單門版亞歷山大丹尼士Enviro 200 Dart（AAS）」、「斯堪尼亞K230UB（ASB）10.6米」及「雙門版亞歷山大丹尼士Enviro 200 Dart（AAU）」單層空調巴士提供服務。

## 行車路線
經：鯉魚門道、高超道、將軍澳華人永遠墳場通道、迴旋處、將軍澳華人永遠墳場通道及高超道。

### 沿線車站
| 鯉魚門道（油塘邨）開 | 鯉魚門道（油塘邨）開 | 鯉魚門道（油塘邨）開     |
| 序號                 | 車站名稱             | 位置                     |
| -------------------- | -------------------- | ------------------------ |
| 1                    | 油塘邨               | 鯉魚門道                 |
| 2                    | 將軍澳華人永遠墳場   | 將軍澳華人永遠墳場迴旋處 |
| 3                    | 鯉魚門邨             | 高超道                   |

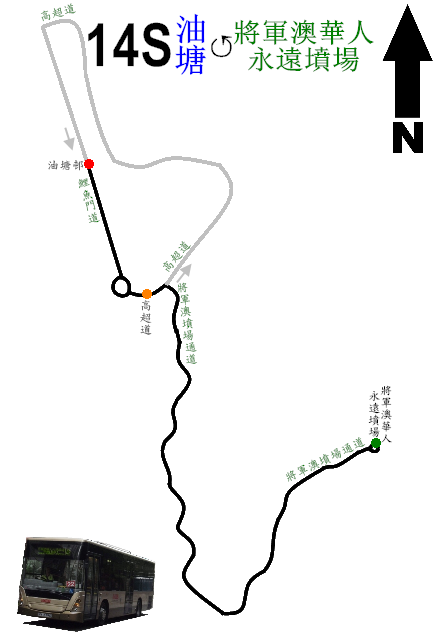
14S線的走線圖，留意灰線表示有關路段不會載客

雖然官方資料稱為循環線，實際上為2程單向路線（油塘邨→將軍澳墳場、將軍澳墳場→高超道），乘客在到達將軍澳華人永遠墳場或高超道時必須全部下車。

## 排隊安排
九巴把本線排隊的乘客分為兩條隊，分別為坐位和企位。每當巴士到達總站時，會先讓在為坐位輪候的乘客先上車，坐滿座位，再讓排在企位位置的乘客上車，以盡用載客量，兩者收費相等。
另外，鑑於本線於清明節、重陽節正日及之後的一個星期日均會停止服務，以致每逢本路線服務後期的星期六、日，在本線排隊的人隨時超過一千，輪候時間隨時超過一小時，甚至90分鐘，令本身用作排隊的鐵欄亦不足。有鑑於此，警方會封閉鯉魚門道遊樂場，作排隊之用（通常為人流過多才開放）。而落山方面，鑑於將軍澳華人永遠墳場通道人多擠迫，警方會呼籲掃墓人士改為乘搭本路線，以舒緩將軍澳華人永遠墳場通道之人流。

## 外部連結
- 九巴14S線新聞稿
- 681巴士總站 九巴14S線 （页面存档备份，存于）
- 運輸署 交通通告